# Drapeau de Billings (Montana)
Le drapeau de Billings est adopté par la ville de Billings, dans le Montana, aux États-Unis. Il se caractérise par deux bandes bleu foncé et une blanche avec le sceau de la ville sur le panneau blanc central. Le sceau montre la ligne d'horizon de la ville dessinée en bleu, avec un disque rouge représentant le soleil. Le sceau est délimité en bleu avec le texte « Star of the Big Sky Country » en capitales rouges. Il est conçu par Fernando Méndez.

## Histoire
Le 3 février 1986, le Conseil municipal de Billings approuve un concours à l'échelle de la ville pour concevoir un nouveau drapeau et un nouveau sceau avec un prix de 500 $ USD pour chacun avec une date limite fixée au 15 mai,. Les deux concours attirent 66 inscriptions au total et sont remportés par Fernando Méndez, un immigrant philippin qui travaillait à temps partiel comme directeur artistique pour une agence de publicité locale. Il est payé 1 000 $ pour son travail et le drapeau est adopté par le gouvernement de la ville.
En 2004, l'Association nord-américaine de vexillologie mène une enquête sur Internet auprès de 150 drapeaux de villes à travers les États-Unis. Le drapeau de Billings se classe 106e sur 150 drapeaux. Il reçoit 3,35 points sur une échelle de 0 à 10, ou note D+.